# María Álvarez
María Álvarez (* 28. März 1987) ist eine venezolanische Gewichtheberin.

## Karriere
Álvarez erreichte bei den Panamerikanischen Meisterschaften 2009 den vierten Platz in der Klasse bis 77 kg. 2010 wurde sie bei den Panamerikanischen Meisterschaften Siebte. Bei den Weltmeisterschaften im selben Jahr belegte sie den 17. Platz. 2011 gewann sie bei den Südamerikameisterschaften Gold und bei den Panamerikanischen Spielen Bronze. Bei den Weltmeisterschaften 2011 war sie 16. Bei den Panamerikanischen Meisterschaften 2013 erreichte Álvarez den vierten Platz. Im selben Jahre wurde allerdings bei einer Trainingskontrolle positiv auf Stanozolol getestet und vom Weltverband IWF für zwei Jahre gesperrt.